# Ronaldão
Ronaldo Rodrigues de Jesus, född 19 juni 1965 i São Paulo, Brasilien, är en internationell före detta fotbollsspelare för Brasiliens landslag, på planen bättre känd som Ronaldo eller Ronaldão (store Ronaldo).
Ronaldão spelade 14 matcher som försvarare för seleçao mellan 1991 och 1995 och gjorde ett mål. Han vann VM 1994 med landslaget. Han var också framgångsrik inom klubbfotbollen och vann flera troféer.